# Idi Papez
Idi Papez foi uma patinadora artística austríaca. Ela conquistou com Karl Zwack duas medalhas de prata e uma de bronze em campeonatos mundiais e foi campeã europeia em 1933.

## Principais resultados

### Com Karl Zwack
| Campeonato Mundial   |     | Medalha de bronze |                   | Medalha de prata | Medalha de prata |                  |  |  |  |  |  |  |  |  |  |
| Campeonato Europeu   | 5.ª |                   | Medalha de bronze | Medalha de ouro  | Medalha de prata | Medalha de prata |  |  |  |  |  |  |  |  |  |
| Nacional             |     |                   |                   |                  |                  |                  |  |  |  |  |  |  |  |  |  |
| Campeonato Austríaco |     | Medalha de prata  | Medalha de prata  | Medalha de ouro  | Medalha de ouro  | Medalha de ouro  |  |  |  |  |  |  |  |  |  |
|                      |     |                   |                   |                  |                  |                  |  |  |  |  |  |  |  |  |  |